# Srđan Lakić
Srđan Lakić est un footballeur croate, né le 2 octobre 1983 à Dubrovnik en Croatie. Il évolue actuellement en Bundesliga au SC Paderborn 07  comme attaquant.

## Biographie
Le 27 janvier 2011, alors qu'il arrive en fin de contrat en juin à Kaiserslautern, Lakić signe un contrat de quatre ans avec le VfL Wolfsburg.

## Carrière

### International
Srđan Lakić a été sélectionné avec la Croatie espoirs en 2005 pour 3 sélections.

### Clubs
| Saison    | Club                 | Pays         | Championnat         | Coupes nationales | Coupes continentales |
| --------- | -------------------- | ------------ | ------------------- | ----------------- | -------------------- |
| 2002-2003 | GOŠK Dubrovnik       | 2.HNL        | 7 matchs / 3 buts   | -                 | -                    |
| 2003-2004 | GOŠK Dubrovnik       | 2.HNL        | 20 matchs / 10 buts | -                 | -                    |
| 2004-2005 | Hrvatski Dragovoljac | 2.HNL        | 28 matchs / 24 buts | -                 | -                    |
| 2005-2006 | Kamen Ingrad         | 1.HNL        | 30 matchs / 13 buts | -                 | -                    |
| 2006-2007 | Hertha BSC           | Bundesliga   | 11 matchs           | 1 match           | 2 matchs / 1 but     |
| 2007-2008 | Hertha BSC           | Bundesliga   | 1 match             | -                 | -                    |
| 2007-2008 | Heracles Almelo      | Eredivisie   | 28 matchs / 7 buts  | 5 matchs / 1 but  | -                    |
| 2008-2009 | Kaiserslautern       | 2.Bundesliga | 25 matchs / 12 buts | 1 match / 1 but   | -                    |
| 2009-2010 | Kaiserslautern       | 2.Bundesliga | 24 matchs / 7 buts  | 1 match           | -                    |
| 2010-2011 | Kaiserslautern       | Bundesliga   | 31 matchs / 16 buts | 4 matchs / 7 buts | -                    |
| 2011-2012 | VfL Wolfsburg        | Bundesliga   | 10 matchs           | 1 match / 1 but   | -                    |
| 2011-2012 | 1899 Hoffenheim      | Bundesliga   | 7 matchs            | 1 match           | -                    |
| 2012-2013 | VfL Wolfsburg        | Bundesliga   | 8 matchs            | 1 match           | -                    |
| 2012-2013 | Eintracht Francfort  | Bundesliga   | 14 matchs / 4 buts  | -                 | -                    |

Dernière mise à jour le 19 mai 2013

## Palmarès
- Kaiserslautern
  - Vainqueur de la 2.Bundesliga en 2010.